# Миколаївський район (Таганрізька округа)
Миколаївський район — адміністративно-територіальна одиниця, що існувала в УРСР у 1923—1925 роках та РРФСР у 1925—1929 роках.
Адміністративний центр — село Миколаївка.

## Історія

### Миколаївський район (1923—1929)
1923 року Миколаївський район створено у Таганрізькому окрузі Донецької губернії України.
1925 року Таганрізьку округу передано до Південно-Східної області РРФСР.
У 1929 році Таганрозький й Донський округи були об'єднані в один Донський округ, а Миколаївський район перейменовано на Таганрозький район й у складі Донського округу. Згодом Таганрозький район став Неклинівським районом.
30 липня 1930 Донський округ, як і більшість інших округів СРСР, було скасовано. Його райони відійшли у пряме підпорядкування Північнокавказького краю.

### Миколаївський район (1937—1956)
Після утворення в 1937 році Ростовської області — 13 вересня 1937 року, було створено Ніколаєвський район в іншій частині Ростовської області. Центром району була станиця Ніколаєвська. Район скасовано у 1956 році, а територія увійшла до Костянтинівського району Ростовської області.